# Gatewatcher
 (octobre 2020).
L'article doit être relu — et modifié si nécessaire — par des contributeurs indépendants pour apporter un regard critique aux contributions effectuées en violation des conditions d'utilisation de Wikipédia, tant sur la forme (notamment concernant le style encyclopédique, la proportionnalité) que sur le fond (la neutralité de point de vue, la qualité et l'indépendance des sources).
Gatewatcher est une société française éditrice de logiciels, spécialisée dans la cybersécurité. Elle développe notamment des technologies de détection de cyberattaques.

## Histoire
Gatewatcher est fondée en 2015 par des ingénieurs diplômés de l’ESIEA,.
Elle rejoint l'association Hexatrust, regroupant des entreprises françaises du secteur de la cybersécurité et remporte en 2019 le premier défi cyber organisé par le ministère des Armées, en partenariat avec la société HarfangLab. Elle signe également une convention de partenariat en matière de « cyberprotection » avec le groupe ESIEA, le ministère de l’Intérieur, PwC et Wallix. Enfin, elle fait en 2020 l’acquisition de LastInfoSec, une société spécialisée dans le renseignement sur les menaces.
Gatewatcher obtient en 2019 le Visa de sécurité délivré par l’Agence nationale de la sécurité des systèmes d’information (ANSSI) pour la qualification de sa solution de détection de menaces avancées Trackwatch, renouvelée en 2024. Ces dispositifs bénéficient d’une Certification de Sécurité de Premier Niveau, qui atteste d’un niveau de durcissement renforcé face aux tentatives de désactivation des systèmes de détection. Ces qualifications permettent notamment aux opérateurs d’importance vitale de répondre aux exigences imposées par la loi de programmation militaire. Trachwatch est la première sonde informatique de détection de cyberattaques dédiée aux opérateurs d'importance vitale,, utilisée par exemple par l'Agence Monégasque de Sécurité Numérique.
L’essor des cyberattaques favorise la croissance de l’entreprise, qui enregistre un doublement de son chiffre d'affaires en un an en 2021 et amorce une stratégie de développement à l'international. Elle commercialise alors sa propre solution de Network Detection and Response (NDR). En 2022, Gatewatcher réalise une première levée de fonds de 25 millions d’euros et emménage au Campus Cyber,. L’année suivante, Gatewatcher lance un assistant basé sur l’intelligence artificielle générative.
Le PDG de Gatewatcher est invité par Emmanuel Macron à se rendre à Davos pour le Forum économique mondial de 2024. La même année, Gatewatcher est sélectionnée pour bénéficier de l’accompagnement du programme gouvernemental ETIncelles, destiné à soutenir des PME à fort potentiel dans leur croissance vers le statut d’entreprise de taille intermédiaire, et l’ANSSI qualifie également ses TAP. Des sondes de détection conçues par l'entreprise sont promises pour envoi en Ukraine.

## Activité et produits
Gatewatcher propose des outils de cybersécurité destinés à la détection des menaces, à l’analyse du trafic réseau et à l'optimisation de la réponse aux incidents. Elle compte notamment parmi ses partenaires Orange Cyber Défense, Capgemini, Sopra, Airbus, Atos et Thalès.
Gatewatcher développe une plateforme NDR reposant sur des technologies d’intelligence artificielle, d'apprentissage automatique et de CTI afin de détecter en temps réel les comportements anormaux au sein des systèmes d’information,. Cette solution NDR est déployée dans différents secteurs d’activité, y compris dans les domaines de la technologie opérationnelle, tels que la défense avec KNDS ou l’électronique avec Lynred. Gatewatcher développe aussi des outils de CTI tels qu'une extension gratuite pour navigateur fournissant une visibilité en temps réel sur les menaces de sécurité informatique. Gatewatcher propose également un assistant intelligent fondé sur l'intelligence artificielle générative, nommé Gaia.